# 采石之战 (974年)
采石之战，发生于开宝七年（公元974年），对阵双方为北宋和南唐，爆发于开宝七年闰十月，结束于当年十一月。宋军宣告胜利。

## 战役背景
宋军开始攻伐南唐后，沿长江顺江而下，连克池州、芜湖、当涂等城，随即屯兵于采石矶。与此同时，宋太祖赵匡胤下令，把于朗州造好的黄黑龙船，用从荆南运来的粗竹絙连接起来，作为跨越长江的浮桥。造好之后，先在石牌口进行了试验，试验成功后即令汝州节度使陆万友对其进行看护。
而南唐方面却认为在长江上制造浮桥的方式非常幼稚，于是没有当回事。

## 战前准备

### 北宋
部队由曹彬等人率领宋军屯于采石矶。

### 南唐
南唐方面，杜真率领步兵一万余人、郑彦华率领水军一万余人。

## 战役过程
开宝七年闰十月，曹彬等人率部于采石击破南唐军二万余人，生擒数名将领，缴获原为北宋赠送给南唐的战马三百余匹。
宋军将浮桥从石牌口转移至采石矶，大军渡江如履平地。南唐君主李煜派杜真、郑彦华率军迎敌，要求他们率军拆毁浮桥。
几天后，曹彬等人率部于新寨大败南唐军，缴获战舰三十艘。杜真、郑彦华部与宋军相遇，杜真率部陷阵，郑彦华按兵不救，导致杜真部全军溃败。宋军顺势攻向金陵。

## 战役影响
此役过后，宋军增兵和转运军备变得更加便利，也为宋军在后来的秦淮河之战中的胜利打下了基础。